# Monte Massico
El Monte Massico (antigament, en llatí, Massicus Mons) són unes muntanyes de Campània que formen el límit entre Campània i la part del Laci situada al sud del riu Liris, coneguda antigament per Latium Novum o Latium Adjectum.